# جورج ا. زنتمایر
جورج A. Zentmyer (انگلیسی: George A. Zentmyer; ۹ اوت ۱۹۱۳ – ۸ فوریهٔ ۲۰۰۳) فیزیولوژیست اهل ایالات متحده آمریکا بود.
وی همچنین برندهٔ جوایزی همچون کمک‌هزینه گوگنهایم شده‌است.